# 分部光庸
分部 光庸（わけべ みつつね）は、江戸時代中期の大名。近江国大溝藩7代藩主。分部家8代。官位は従五位下・隼人正、若狭守。

## 生涯
元文2年（1737年）11月29日、6代藩主・分部光命の長男として、大溝において誕生。『寛政重修諸家譜』では享保19年（1734年）生まれと記している（官年参照）。
寛延3年（1750年）6月1日、徳川家重に御目見。宝暦4年（1754年）9月7日、父・光命の隠居により跡を継ぎ、同年12月18日に従五位下隼人正に叙任。宝暦5年（1755年）4月15日、はじめて領国入りするための暇を与えられる。現存する大溝陣屋の総門は、宝暦5年（1755年）に建設されたものである。
女院使接待役、勅使接待役など公家の接待役などを務めた。
安永元年（1772年）5月22日、若狭守に遷る。天明5年（1785年）3月10日、長男・光実に家督を譲って隠居。隠居号として静好を称した。
寛政2年（1790年）8月26日死去、享年54。『寛政重修諸家譜』では享年57とする。赤坂種徳寺塔頭の松渓院に葬られた

## 系譜
特記事項のない限り、『寛政重修諸家譜』による。子の続柄の後に記した ( ) 内の数字は、『寛政譜』の記載順。
- 父：分部光命
- 母：今村氏
- 正室：大関増興の娘
  - 二女(3)：安部信亨正室
- 側室：黒川氏
  - 長男(1)：分部光実
- 側室：某氏
  - 長女(2)：高木貞固室
- 側室：某氏
  - 二男(4)：誠照寺庸行 - 越前国鯖江誠照寺秀実の養子。のち実家の兄のもとに帰る。
  - 三男(5)：秋山清章 - 秋山清貞の養子
  - 三女(6)：高木貞固後室
  - 四男(7)：分部庸久
  - 五男(8)：孝之進
  - 四女(9)
  - 五女(10)：花房職喬継室